# آزفست ۲۰۰۲
آزفست ۲۰۰۲ (انگلیسی: Ozzfest 2002) یک ضبط زنده از مراسم آزفست در سال ۲۰۰۲ است که در طول کنسرت در بوستون تهیه شد و اجرای زنده چندین گروه موسیقی و هنرمند هوی متال و سبک‌های مشابه مانند سیستم آو ا داون و راب زامبی است.